# Wirbel (Angeln)

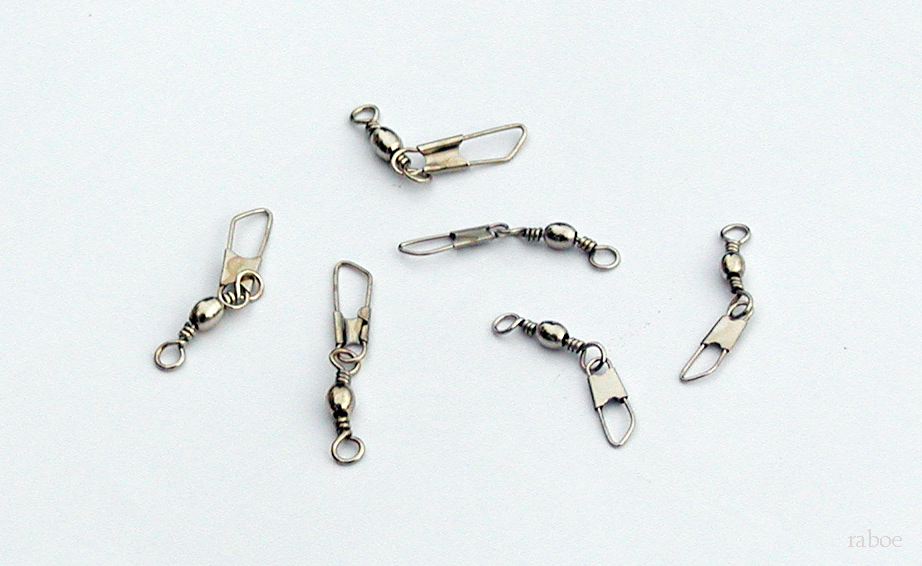
Einfache Wirbel (Angelzubehör)

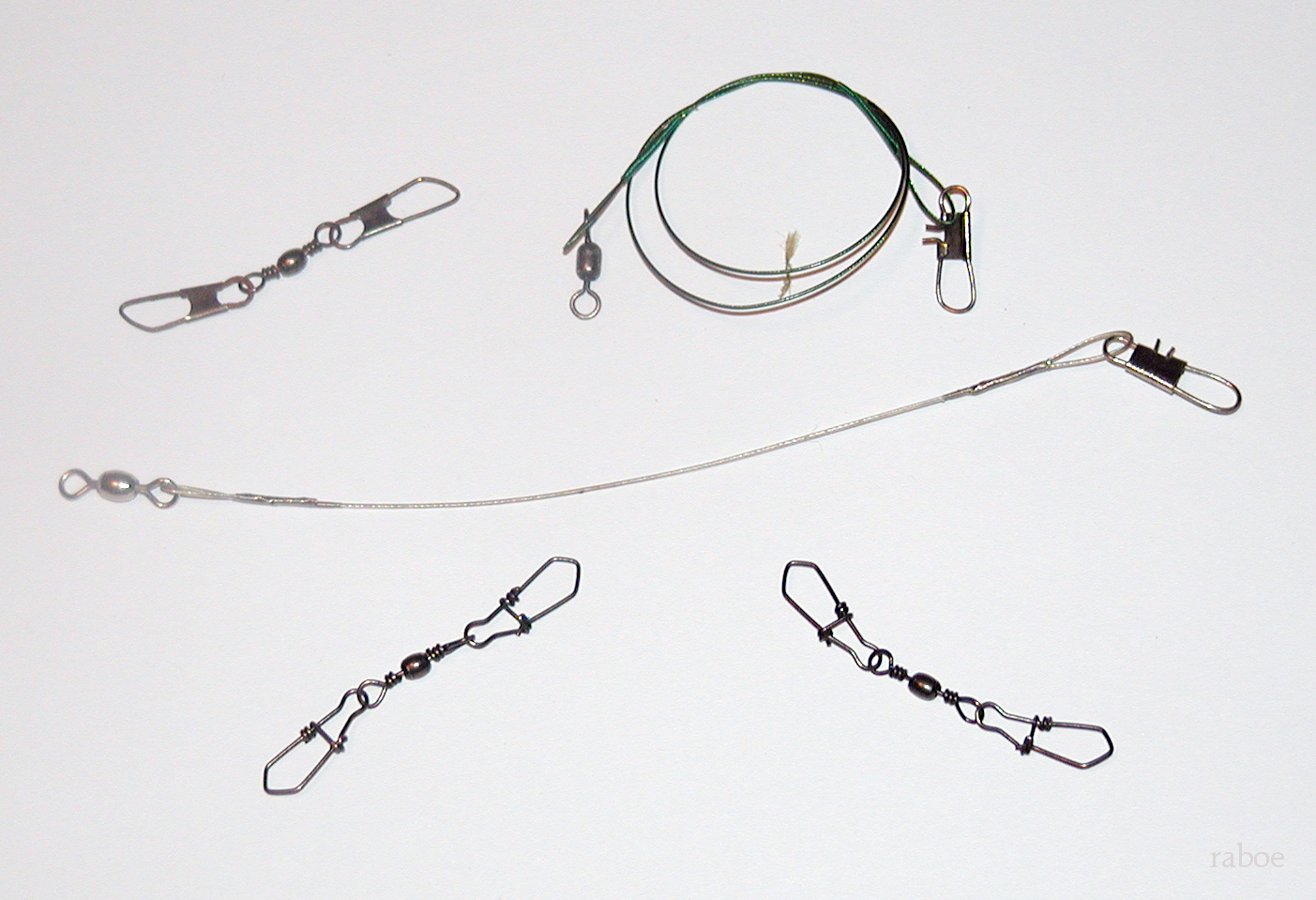
Verschiedene Wirbel auch mit Stahlvorfach (Angelzubehör)

Im Bereich des Fischfangs bilden Wirbel einen wichtigen Teil der Ausstattung einer Angelrute. Sie werden üblicherweise als Bindeglied zwischen Hauptschnur und Vorfach eingesetzt.

## Funktion
Die meisten Wirbel verfügen über eine drehbare Lagerung und sind an einem Ende mit einer Öse (Schnurseite) zur Befestigung der Angelschnur und am anderen mit einem Karabinerhaken zur Anbringung des Vorfachs versehen. Die Angelschnur wird mit Hilfe eines Knotens an der Öse fixiert. Das Vorfach kann in der Regel einfach eingehängt werden, da es meist bereits über eine Schlaufe zu diesem Zweck verfügt. Der Wirbel verhindert während des Einholens nach dem Biss, dass der Fisch die Angelschnur verdrillt, indem er sich vielfach umherwindet. Ferner wird so eine Verdrillung aufgrund von sich windenden Ködern vermieden (z. B. Regenwurm).

## Ausführung
Wirbel gibt es in verschiedenen Ausführungen, jeweils abgestimmt auf die jeweiligen Angelmethoden oder Zielfische. Sie unterscheiden sich meist durch Größe und Stabilität (bzw. Tragkraft), es gibt allerdings auch abweichende Bauformen. So existieren zum Beispiel spezielle Hochseewirbel, um den dort auftretenden Belastungen standzuhalten. Andere spezielle Bauformen sind kugelgelagerte Wirbel, im Gegensatz zu der sonst üblichen Lagerung durch eine einfache Drehachse. Doppelwirbel verfügen an beiden Seiten über einen Karabinerhaken statt über eine Öse und nur einen Karabinerhaken. Wirbel sind meist aus Metall, hier kommen zum Beispiel Messing oder verschiedene andere Legierungen zum Einsatz.

## Sonstiges
Wirbel sind im Fischereigeschäft erhältlich. Zur Verbindung der Hauptschnur mit der Öse des Wirbels werden unterschiedliche Knoten verwendet, zum Beispiel Clinch-, Grinner- und Trilenenknoten.